# Olcenengo
Olcenengo (piemontiul: Osnengh) település Olaszországban, Vercelli megyében. Lakosainak száma 793 fő (2023. január 1.). Olcenengo Casanova Elvo, Collobiano, San Germano Vercellese, Caresanablot, Quinto Vercellese és Vercelli községekkel határos.

## Népesség
A település népességének változása:
| Lakosok száma | 807  | 789  | 793  |
|               | 2017 | 2018 | 2023 |